# ジョージ・イーストマン
ジョージ・イーストマン（英語: George Eastman、1854年7月12日 - 1932年3月14日）は、アメリカの実業家、発明家であった。イーストマン・コダックの創業者。ロールフィルムを発明。それによって連続撮影のスピードが著しく速くなり、写真機の主流となった。ロールフィルムは1888年にエドワード・マイブリッジやルイ・ル・プランスが映画用フィルムを発明する元となり、レオン・ボウリー、トーマス・エジソン、リュミエール兄弟、ジョルジュ・メリエスらによる映画の発明のための基礎技術となった。
篤志家としても有名で、ロチェスター大学のイーストマン音楽学校と医歯学部を創設し、ロチェスター工科大学（RIT）に寄付をし、マサチューセッツ工科大学（MIT）の第2キャンパスを建設し、いくつかの大学に寄付をしている。また低所得者のために、ロンドンをはじめとするヨーロッパ各地の都市に診療所建設のための基金を創設した。
晩年は病気のせいで慢性の痛みと身体の衰えに苦しんだ。1932年3月14日、「友よ、私の仕事は終わった。なぜ待つのか?（To my Friends, My work is done. Why wait?）」と書かれた遺書を残し、自死した。
ジョージ・イーストマン・ハウスはアメリカ合衆国国定歴史建造物に指定されており、2012年現在は国際写真映画博物館として運営されている。

## 前半生

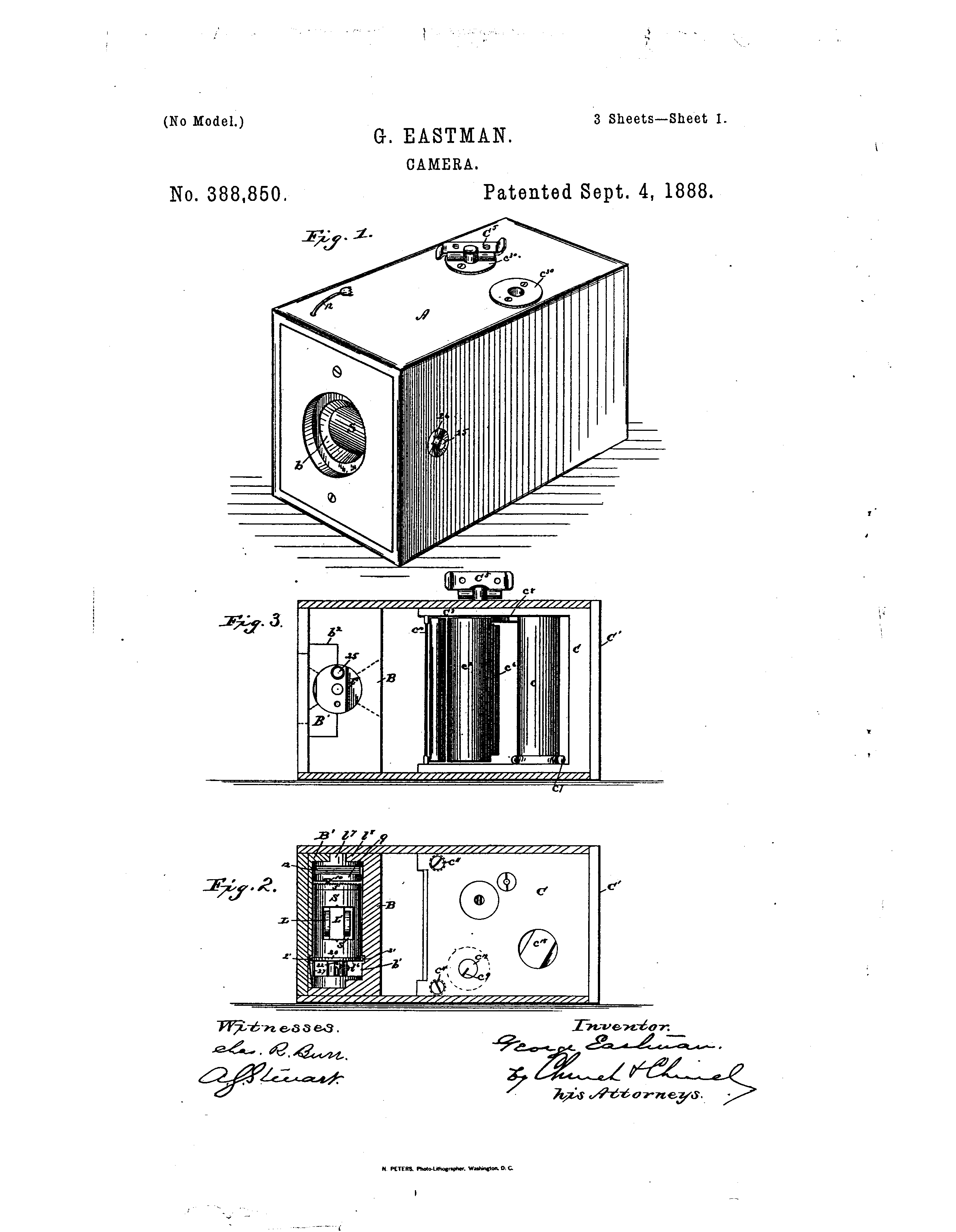
米国特許番号388,850。ジョージ・イーストマン。1888年9月4日。

イーストマンは、ニューヨーク州ウォータービルにある両親が1849年に購入した10エーカーの農場で末っ子として生まれた。上には2人の姉エレン・マリアとケイティがいた。ほとんど独学で学んだが、8歳になるとロチェスターの私立学校に通い始めた。父は1840年代前半からニューヨーク州ロチェスターでイーストマン商業専門学校を始めていた。ロチェスターは当時急激に産業が発展しつつある都市だった。しかし学校経営だけでは生活できず、父はロチェスターとウォータービルの二重生活を余儀なくされていた。1860年、父が健康を害しはじめると一家は農場をあきらめてロチェスターに引っ越した。1862年5月、父が脳障害で死去。生活とジョージを学校に通わせるため、母は寮生を受け入れることにした。
2番目の姉ケイティは1870年、ジョージが16歳のとき、ポリオに感染して若くして亡くなった。そのためジョージは高校をやめ、働き始めた。写真事業で成功しはじめたときジョージ・イーストマンは、苦労して育ててくれた母に親孝行することを誓った。
1874年に写真に興味を持ったが、当時の写真はガラス板に感光乳剤を塗って、乾く前に撮影する方法であった。3年の実験の後に乾式の写真板（乾板）を開発し、イギリスとアメリカでの特許を取得し、1880年に写真の事業を始めた。1884年に写真の基材をガラスから乳剤を塗ったロール紙に換える特許を取得した。1888年にロールフィルム・カメラの特許を取得した。「あなたがシャッターを押しさえすれば、後は我々がやります（"You press the button, we do the rest"）」の宣伝文句のもと、顧客はカメラを送り返して、10ドルを払えば、フィルムを現像し100枚の写真と新しいフィルムを装填するシステムで市場を開拓した（この宣伝文句は社会の関心を引き、ギルバート&サリヴァンのオペレッタ『ユートピア国株式会社』で使われた）。
1888年9月4日、イーストマンはコダックの商標を取得し、世界最初のロールフィルムカメラ「No.1コダック」を発売した。1889年にはセルロースを使った透明な写真フィルムを発明。1896年までに100台のコダックのカメラが売れた。1900年にはブローニーシリーズを1ドルで発売し、写真とカメラを一気に普及させた。
早くからフィランソロピー活動を始めており、事業の収益の一部を教育機関や医療機関の創設にあてた。例えば、1901年にはロチェスター工科大学の前身である力学研究所に62万5千ドルを寄付している。1900年代初めには他にマサチューセッツ工科大学に寄付し、チャールズ川沿いの第2キャンパス建設を支援した。同キャンパスは1916年にオープンされた。

## 私生活

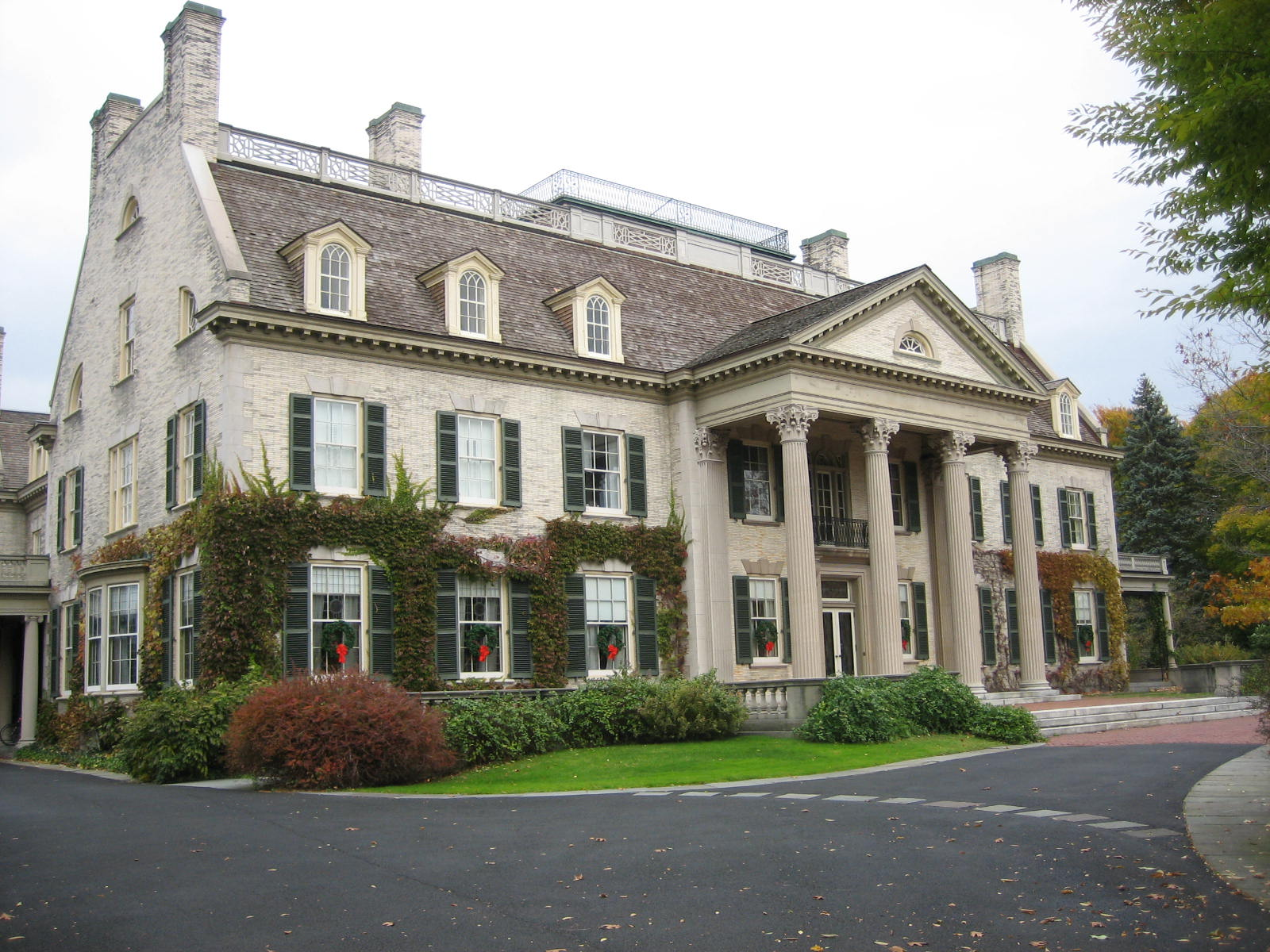
ジョージ・イーストマン・ハウス

イーストマンは生涯独身だったが、ビジネス仲間ジョージ・ディックマンの妻で歌手のジョセフィン・ディックマンと長年に渡ってプラトニックな関係を続けた。特に1907年に母が亡くなってから彼女と親密さが増している。趣味は旅行と音楽だった。
母マリアはイーストマンの人生の大きな部分を占めており、その死はイーストマンに大きな衝撃を与えた。礼儀を病的に重んじる性質だったイーストマンが、友人たちの前で感情を抑えられなかった。後に「母が死んだとき、1日中泣いていた。死にたい衝動を抑えられなかった」と述べている。母はジョージからの贈り物をなかなか受け取ってくれなかったため、生前に十分親孝行したとは言えなかった。そこで母の死後、1922年9月4日、ロチェスターにイーストマンシアターをオープンさせた。その中には室内音楽堂キルバーンシアターも含まれている（キルバーンは母の旧姓）。ジョージ・イーストマン・ハウスの庭には、母の生家から移植したバラが咲いている。

## 後半生

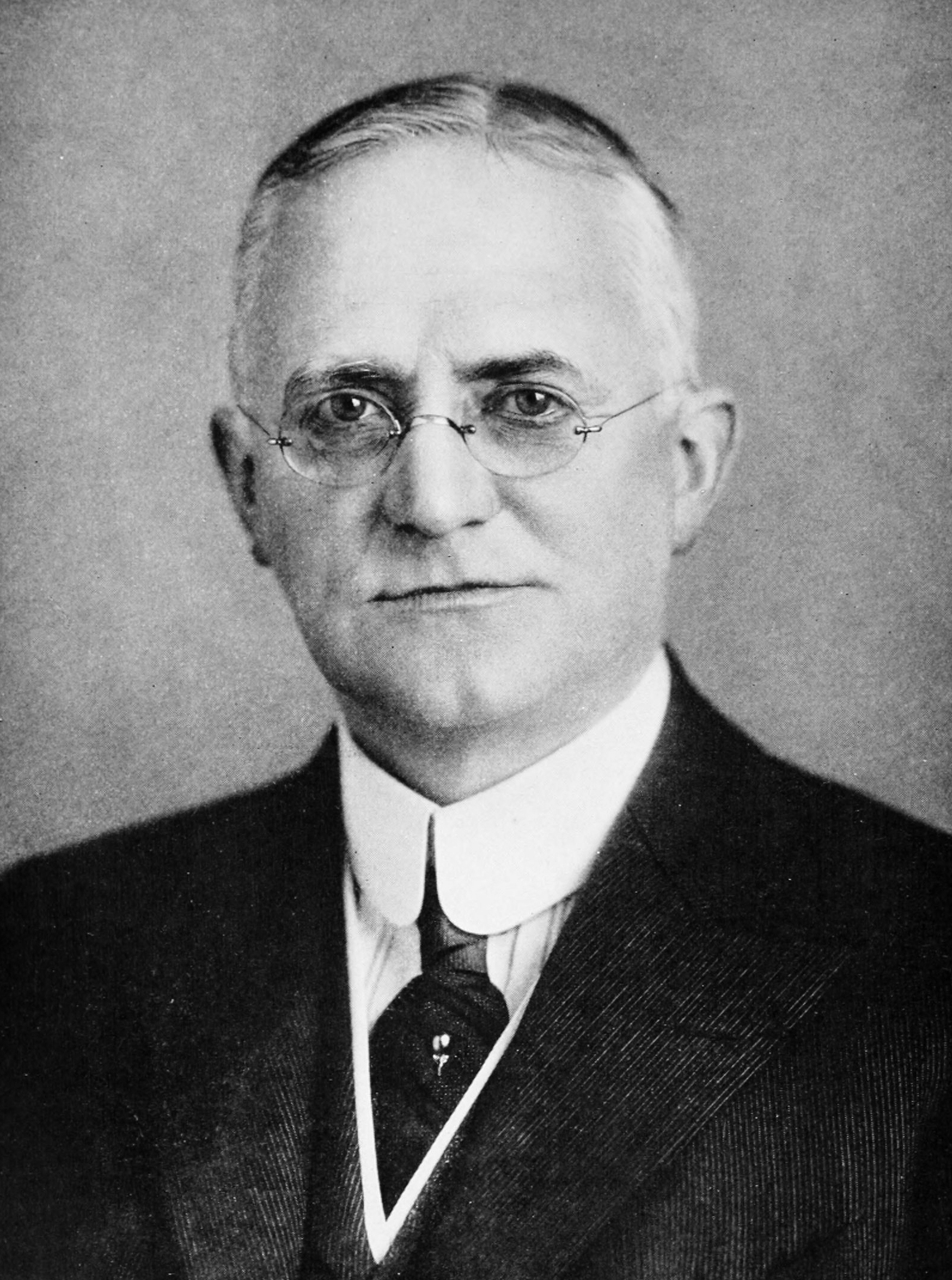
ジョージ・イーストマン（1917）

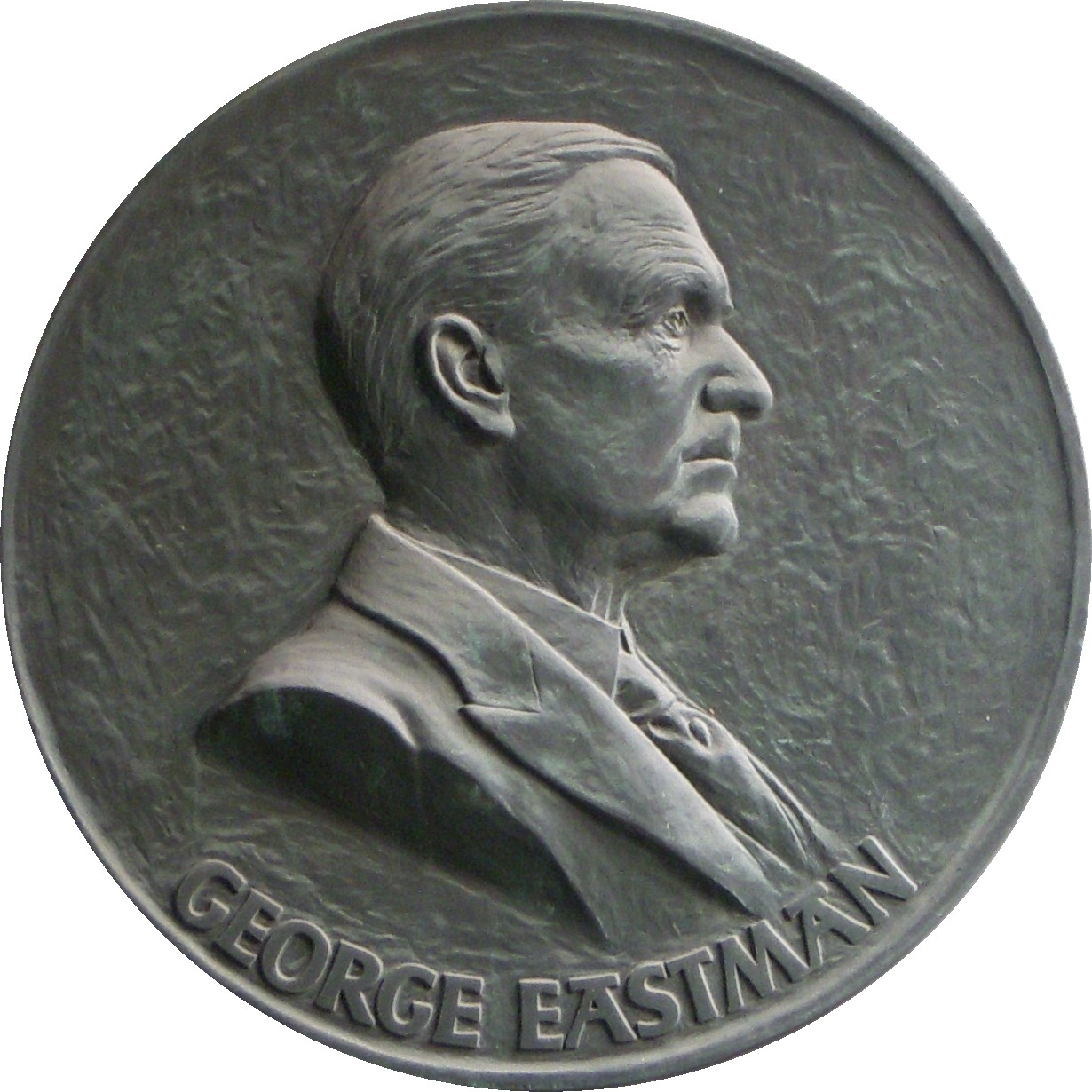
ストックホルムにある歯科診療所に掲げられているイーストマンの浮き彫り

1925年に引退したが、経営には死去まで関与し続けた。特に研究開発部門の発展に貢献している。1911年、Eastman Trust and Savings Bankという銀行を創設。組合の形成は抑制したが、従業員の福利厚生の充実を図った。
抜け目のない実業家でもあり、カメラ業界の競争が激しくなってきたとき、フィルム製造に重心を移した。高品質のフィルムを大量生産することで他のカメラ製造業者を事実上のビジネスパートナーに転換した。
当時最も有名な篤志家であり、ロチェスターやマサチューセッツ州ケンブリッジ、南部の黒人を受け入れている2つの大学、ヨーロッパ各地の都市などの様々なプロジェクトに1億ドル以上を寄付している。1916年、無料で歯科診療を行うイーストマン歯科診療所創設の資金を提供。1918年、ロチェスター大学のイーストマン音楽学校の創設資金を寄付。1921年、同大学の医歯学部の創設資金を寄付した。
1915年にはロチェスターにてCenter for Governmental Researchという地方自治の研究施設を創設しており、同施設は2012年現在も活動を続けている。
1925年、イーストマン・コダックの日々の経営からは身を引き、慈善活動に注力するようになる。アンドリュー・カーネギーやジョン・ロックフェラーに次ぐ篤志家として知られるようになったが、それを宣伝に利用しようとはしなかった。特に医療機関創設に尽力した。1926年から亡くなるまでにアメリカ優生学協会に毎年22,050ドルを寄付している。
1926年、ロイヤルフリー病院の院長からロンドンに歯科診療部門を創設する資金を提供してほしいという申し出があり、20万ポンドを寄付した。Eastman Dental Clinic は1931年11月20日に開院し、式典にはアメリカ大使や当時イギリスの財務大臣だったネヴィル・チェンバレンが参加した。この歯科診療施設はロンドン中心部の貧しい子どもたちに無料の歯科診療を提供した。同様の形でイーストマンはローマ、パリ、ブリュッセル、ストックホルムにも歯科診療施設を創設した。1930年アメリカ化学者協会ゴールドメダル受賞。

## 病気と自殺
イーストマンの晩年の2年間は、脊椎管狭窄症と見られる症状に苦しんだ。立つことも難しく、すり足でゆっくりとしか歩けなくなった。母も最晩年の2年間は車椅子を使用しており、同じ病気だったのかもしれないが、母の文書化された病歴には子宮がんの手術を受けて成功したことしか記されていない。いずれにしてもイーストマンは母が苦しむ様子を目にしており、強まる痛みと身体の衰えからますます憂鬱になっていった。イーストマンは1932年3月14日、自邸でピストル自殺した。遺書には「友よ、私の仕事は終わった。なぜ待つのか?（To my Friends, My work is done. Why wait?）」と書かれていた。
イーストマンの葬儀は、ロチェスターの聖ポール英国聖公会教会で行われた。その遺体は2012年現在、ロチェスターのコダック・パークに埋葬されている。

## 遺産と記念

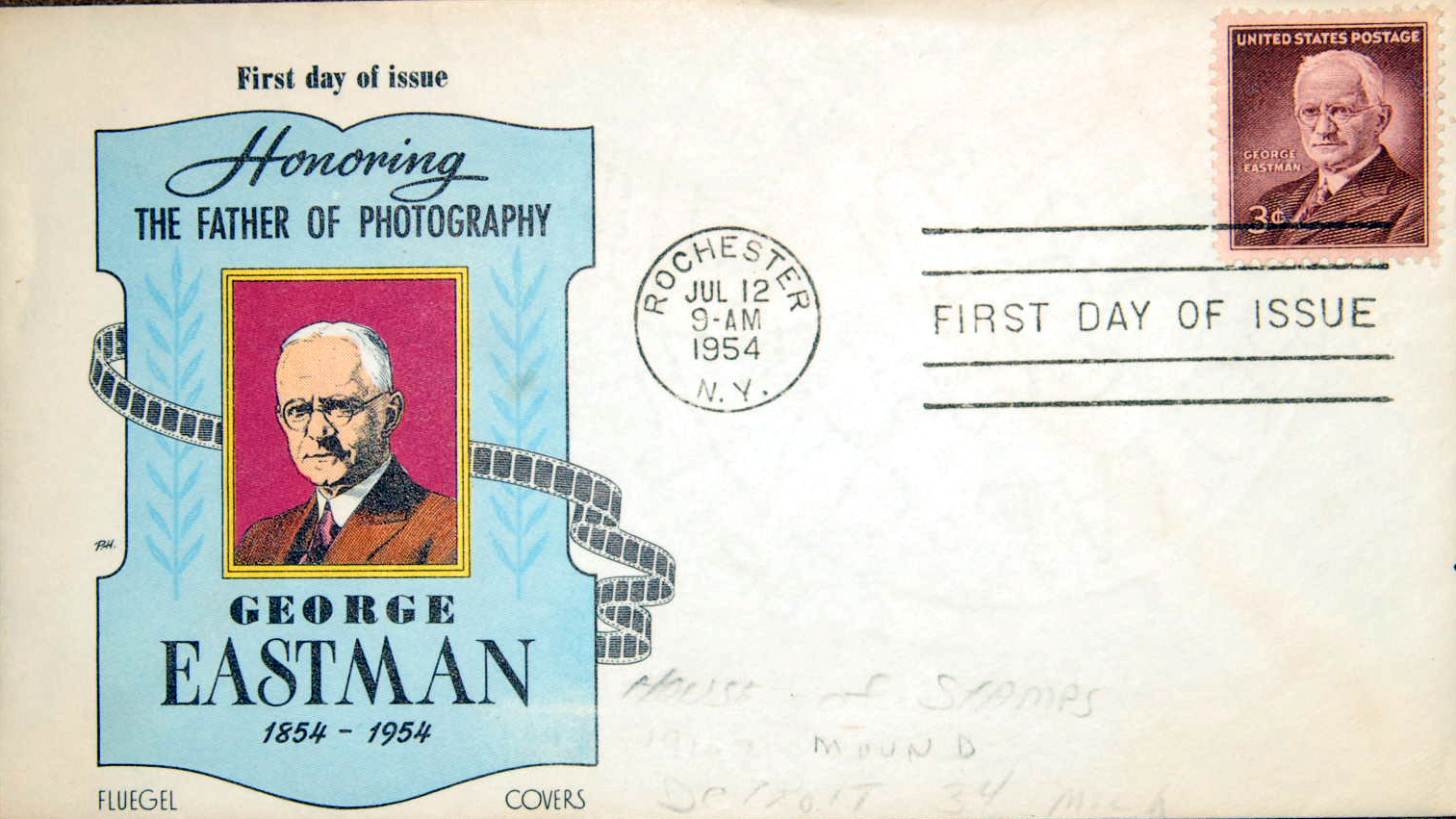
ジョージ・イーストマンの肖像が描かれた3セント切手の初日カバー（1954）

イーストマンは生前、1億ドルもの寄付をしているが、その多くはロチェスター大学とマサチューセッツ工科大学に対して贈られた。ロチェスター工科大学にはイーストマンの寄付と支援を記念してイーストマンの名を冠した建物がある。MITでは、記念銘板が設置されており、浮き彫りになった肖像の鼻を触ると幸運が訪れるという言い伝えがある。死後、その遺産はロチェスター大学に全額遺贈された。同大学にはイーストマンの名を冠した中庭がある。
ロチェスターにあるイーストマンの住んでいた家は1949年、ジョージ・イーストマン・ハウス国際写真映画博物館として開館された。アメリカ合衆国国定歴史建造物にも指定されている。1954年、生誕100周年を記念してイーストマンの肖像が描かれた郵便切手が発行された。2009年秋、ロチェスター大学のイーストマン中庭に彫像が設置された。

## 特許
- アメリカ合衆国特許第 226,503号 "Method and Apparatus for Coating Plates" - 1879年9月出願、1880年4月発効
- アメリカ合衆国特許第 306,470号 "Photographic Film" - 1884年5月10日出願、1884年10月14日発効
- アメリカ合衆国特許第 306,594号 "Photographic Film" - 1884年3月7日出願、1884年10月14日発効
- アメリカ合衆国特許第 317,049号 (with William H. Walker) "Roll Holder for Photographic Films" - 1884年8月出願、1885年5月発効
- アメリカ合衆国特許第 388,850号 "Camera" - 1888年3月出願、1888年9月4日発効

なお、イーストマンはデビッド・H・ヒューストンのロールフィルムホルダーについての特許 アメリカ合衆国特許第 248,179号 "Photographic Apparatus"（1881年6月21日出願、1881年10月11日発効）のライセンスを取得し、後に買い取っている。